# Лес Бэняса
Лес Бэняса (рум. Pădurea Băneasa) — лес на севере столицы Румынии. Площадь леса около 800 гектаров, сам лес расположен недалеко от района Бэняса и Бухарестского аэропорта. На его южной стороне находится Бухарестский зоопарк.

## История леса
После Румынской революции 1989 года и конца коммунистической эпохи, большая часть территории была возвращена обратно частным лицам, которые получили судебное признание. Согласно оценке 2007 года, опубликованной в газете Jurnalul NațIonal, по итогам этого процесса было перераспределено около 10 000 гектаров. Как следствие, лес Бэняса также стал местом для застройки недвижимости, что, как сообщается, было сделано вопреки закону, и в нём участвовали несколько румынских общественных деятелей. Согласно отчету газеты Cotidianul за 2008 год, среди последних были бизнесмены и политики: Джиджи Бекали, Дан Войцулеску и Сорин Пантиш. Та же газета утверждала, что лес был одним из мест в центре другого политического скандала, предположительно связанного с президентом Траяном Бэсеску, наряду со спорным застройщиком Пуиу Поповичиу. Поповичиу ранее обвиняли в использовании земельных субсидий Агрономического института для консолидации его личного бизнеса. Газеты Cotidianul и Jurnalul NațIonal ссылались на частный аудит использовалось в качестве обоснования владельцами, согласно которому строительство объектов в лесу оказало положительное влияние на снижение шумового загрязнения, и утверждало, что рассматриваемая фирма имела в числе своих акционеров бывшую министра окружающей среды и либерально-демократического политика Сульфину Барбу.
- Зоопарк Бэняса
- Лес Бэняса

## В культуре
Лес занимает центральное место в романе «Noaptea de Sânziene» (рум.), написанном после 1949 года румынским писателем Мирча Элиаде. В книге это паранормальное место, где главный герой Штефан находит убежище от современного мира. Энди Ирвин совместно с группой Planxty записал в 1974 году песню «Зеленая поляна Бэняса» для альбома «Холодный ветер и Дождливая ночь» (англ.).